# Crocus ancyrensis
Crocus ancyrensis es una especie de planta fanerógama del género Crocus perteneciente a la familia de las Iridaceae. Es originaria de Turquía

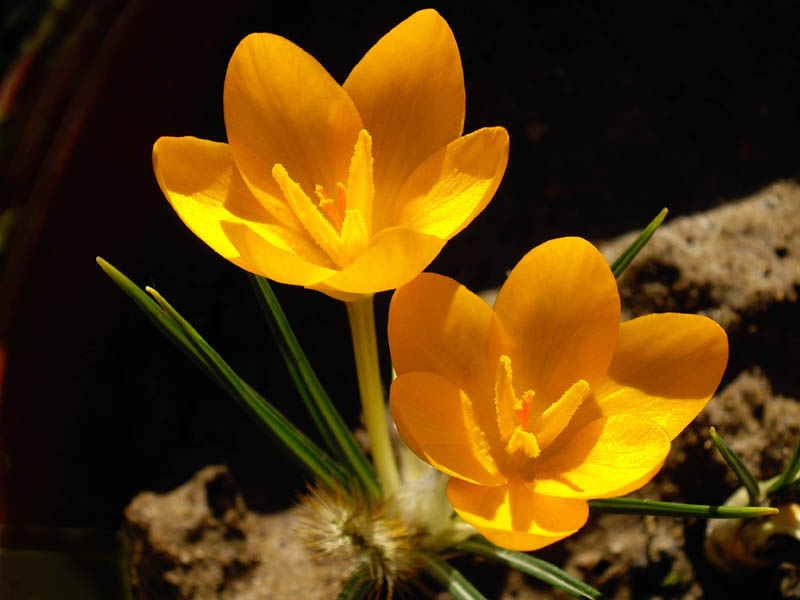
Flores

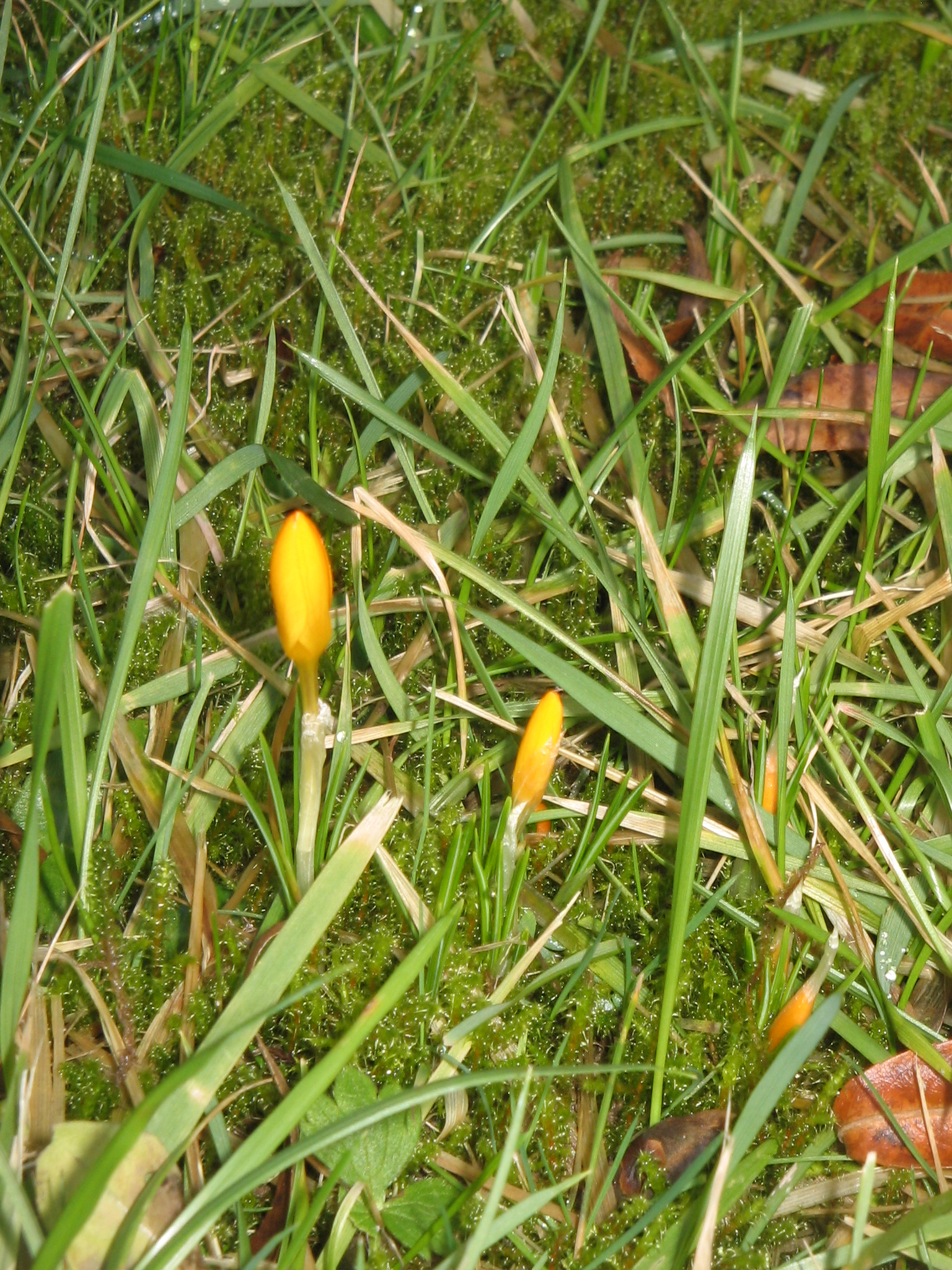
En su hábitat

## Descripción
Crocus ancyrensis, el azafrán de Ankara, es un tubérculo perenne geofita que alcanza un tamaño de 4 - 10 cm de altura.  El perigonio es de color naranja amarillo y romo o redondeado. Miden 13 a 30 × 7 a 13 milímetros. Los estambres son amarillos con barba en la base.

## Distribución
Crocus ancyrensis, esta especie es de Turquía donde crece en laderas secas y florece en primavera. El nombre significa de Ankara, capital de Turquía.

## Taxonomía
Crocus ancyrensis fue descrita por (Herb.) Maw y publicado en The Gardeners' Chronicle & Agricultural Gazette n.s., 16: 528. 1881.
Etimología
Crocus: nombre genérico que deriva de la palabra griega:
κρόκος ( krokos ). Esta, a su vez, es probablemente una palabra tomada de una lengua semítica, relacionada con el hebreo כרכום karkom, arameo ܟܟܘܪܟܟܡܡܐ kurkama y árabe كركم kurkum, lo que significa " azafrán "( Crocus sativus ), "azafrán amarillo" o la cúrcuma (ver Curcuma). La palabra en última instancia se remonta al sánscrito kunkumam (कुङ्कुमं) para "azafrán" a menos que sea en sí mismo descendiente de la palabra semita.
ancyrensis: epíteto geográfico que alude a su localización en Ankara.
Sinonimia
- Crocus reticulatus var. ancyrensis Herb.	[5][6]